# Toujours prêts
Ne doit pas être confondu avec Devise scoute.
Pour plus de détails, voir Fiche technique et Distribution.
Toujours prêts ou Volontaires au Québec[réf. nécessaire] (Volunteers) est un film américain réalisé par Nicholas Meyer, sorti en 1985.

## Synopsis
En 1962, Lawrence Bourne III, « fils à papa » beau parleur et joueur invétéré, sort diplômé de l'université Yale. Il a cependant contracté une dette de 28 000 $, que son père Lawrence Bourne Jr. refuse de payer. Le jeune homme décide de partir en Thaïlande avec le Corps de la paix (Peace Corps) et son colocataire à l'université, Kent Sutcliffe. Ils embarquent pour une mission humanitaire. Dans l'avion, Lawrence fait la connaissance de Tom Tuttle, un diplômé de l'université d'État de Washington, et de la ravissante Beth Wexler. En Thaïlande, Lawrence est chargé par John Reynolds de construire un pont pour des villageois. Mais le dialogue est compliqué avec les habitants.

## Fiche technique
Sauf indication contraire, les informations mentionnées dans cette section peuvent être confirmées par la base de données cinématographiques IMDb,  présente dans la section « Liens externes ».
- Titre français : Toujours prêts
- Titre original : Volunteers
- Réalisation : Nicholas Meyer
- Scénario : Ken Levine et David Isaacs
- Musique : James Horner
- Photographie : Ric Waite
- Montage : Steve Polivka et Ronald Roose
- Production : Walter F. Parkes et Richard Shepherd
- Sociétés de production : TriStar, HBO Pictures & Silver Screen Partners
- Société de distribution : TriStar
- Pays de production :  États-Unis
- Langue originale : anglais
- Format : Couleur - 35 mm - 1.85:1 - son Dolby SR
- Genre : comédie
- Durée : 107 minutes
- Dates de sortie[1] :
  - États-Unis : 16 août 1985
  - France : 15 janvier 1986 (sortie limitée)

## Distribution
- Tom Hanks (VF : Éric Legrand) : Lawrence Whatley Bourne III
- Rita Wilson : Beth Wexler
- Gedde Watanabe : At Toon
- John Candy (VF : Jacques Frantz) : Tom Tuttle
- Tim Thomerson : John Reynolds
- Ernest Harada : Chung Mee
- George Plimpton : Lawrence Bourne, Jr.
- Allan Arbus : Albert Bardenaro
- Xander Berkeley : Kent Sutcliffe
- Shakti Chen : Lucille
- Jude Mussetter : Bootsy Winder
- Clyde Kusatsu : Souvanna
- Ji-Tu Cumbuka : Cicero

## Production
Le personnage de Lawrence Bourne III est en partie inspiré par Bob Hope.
Sargent Shriver, alors président de Corps de la paix (Peace Corps), l'Agence indépendante mentionnée dans le film, n'a pas tellement apprécié le scénario. Le réalisateur Nicholas Meyer a avoué que Sargent Shriver a demandé des changements car selon lui le film comme un Outrage au drapeau américain. Ces changements ne seront jamais appliqués et, au moment de la sortie en salles du film, Sargent Shriver n'en est plus le président. L'agence sera même plutôt favorable et approuvera le film.
Le tournage a lieu majoritairement au Mexique (pour les scènes en Thaïlande), ainsi qu'au Venezuela et l'université Yale dans le Connecticut.